# Balanites maughamii
Balanites maughamii is een plantensoort uit het geslacht Balanites, behorend tot de familie Zygophyllaceae. Het is een bladverliezende of semi bladverliezende boom of struik die tot 20 meter hoog kan worden. De stam is recht en heeft een gladde schors met een geelbruine, gevlekte of grijze kleur. De bladeren zijn spiraalvormig gerangschikt en zijn meestal asymmetrisch, elliptisch tot breed ovaal van vorm. De vruchten zijn 4 tot 8 centimeter lang en kleuren bij rijping roodbruin. De vruchtenschil is stevig maar dun. De soort staat op de Rode Lijst van de IUCN geklasseerd als 'niet bedreigd'.
De soort komt voor in tropisch Oost-Afrika, van Zuid-Tanzania tot in Zuid-Afrika. Hij groeit daar in droge open bossen, vaak langs rivieren of in de buurt van bronnen en rondom pannen. De soort geeft meestal de voorkeur aan bodems met zand- of kleileem.
De vruchten zijn eetbaar en hebben een aangename zoete geur en smaak, die na verloop van tijd bitter wordt. Uit het zaad wordt een heldere gele olie verkregen die smaak- en geurloos is. Deze olie is eetbaar en wordt gebruikt bij het koken. Verder wordt de olie als massageolie gebruikt of als brandstof in fakkels.
Delen van de boom worden gebruikt in magie en traditionele geneeskunde. De wortels en schors worden veel gebruikt in laxerende medicijnen. Bomen met grote rechte stammen kunnen waardevol hardhout opleveren.